# Casamento por conveniência

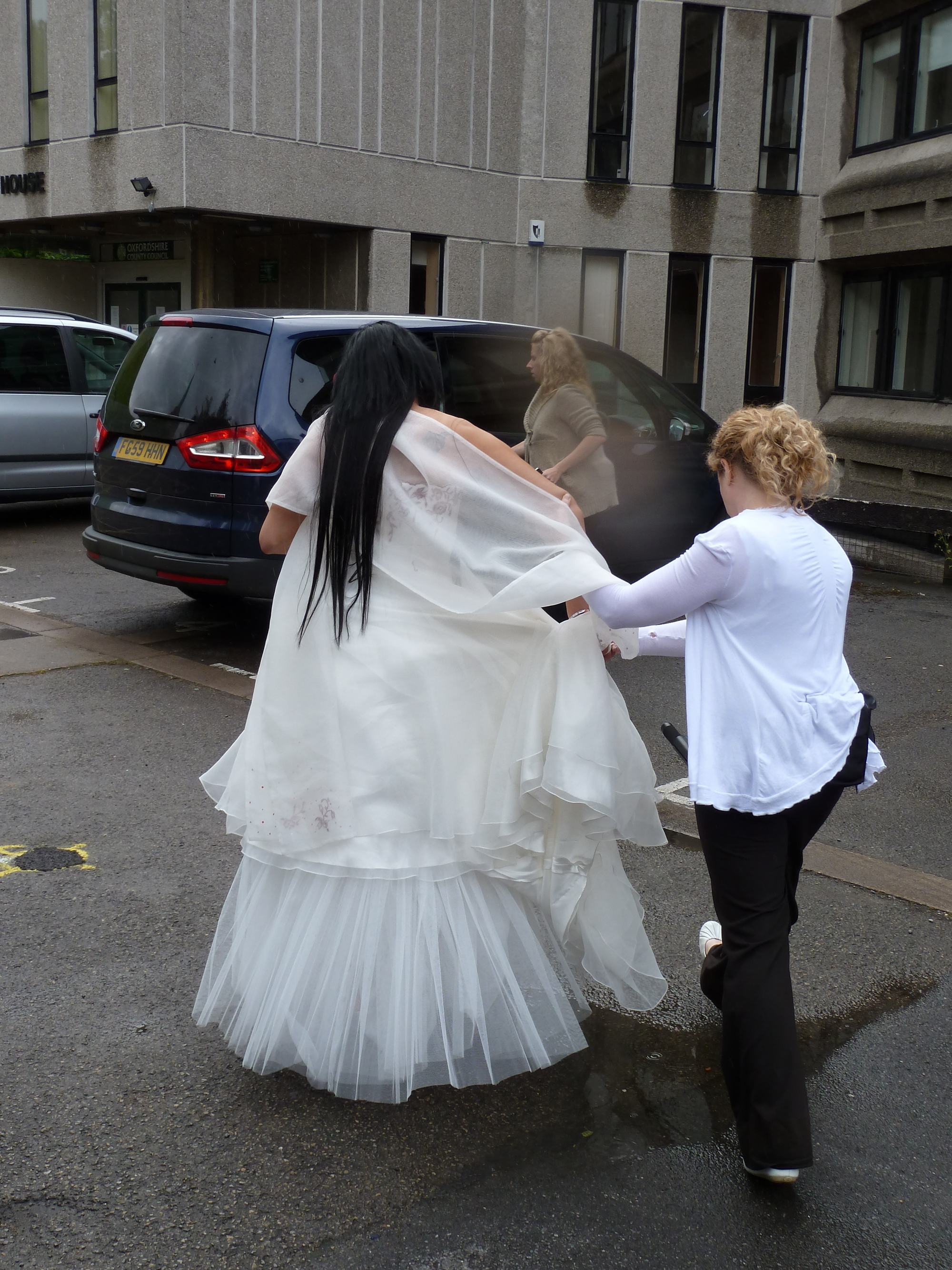
Noiva é conduzida após interrupção de um suposto casamento “cinza”

Casamento por conveniência ou casamento de fachada é uma união civil forjada cujo objetivo é obter vantagem jurídica, social ou económica, sem que exista o fundamental vínculo sentimental ou físico entre os intervenientes. É considerado crime perante as leis de muitos países, entre eles Brasil, Portugal e Espanha. Em Portugal, tais casamentos são passíveis de pena de prisão, caso se confirme que um cidadão nacional se casou com um imigrante em situação ilegal para que este obtenha a autorização de residência ou a nacionalidade portuguesa.
O termo também é utilizado para se referir a casamentos de gays e lésbicas não assumidos com heterossexuais, principalmente se estes vivem em países onde a homossexualidade é tabu, como os países islâmicos, ou ainda por homossexuais de outras partes do mundo, os quais usam tal método de união por temerem ter suas carreiras públicas prejudicadas com a saída do armário.
Informalmente, a expressão também se refere a um casal heterossexual que não tem mais contato físico, mas decide permanecer casado para fins de manutenção da integridade familiar perante a sociedade.